# Wojtek Siudmak
Wojciech Kazimierz (Wojtek) Siudmak, (Wieluń, 10 de Outubro de 1942 é um pintor polaco radicado na França.
Siudmak, estudou em Varsóvia  no Colégio de Artes Plásticas de 1956 a 1961 e na Escolas das Belas Artes de 1961 a 1966. Nesse ano de 1966 foi para Paris estudar na École nationale supérieure des beaux-arts. Vive actualmente na região de Paris.

## Prémios
- Citoyen d'Honneur de la ville de Wielun
- Ordre National du Mérite R.P